# 18 tháng 8
Ngày 18 tháng 8 là ngày thứ 230 (231 trong năm nhuận) trong lịch Gregory. Còn 135 ngày trong năm.

## Sự kiện
- 1868 – Bằng chứng đầu tiên của nguyên tố Heli được nhà thiên văn học Pierre Janssen thu thập trong một lần diễn ra nhật thực.
- 1870 – Chiến tranh Pháp–Phổ: Quân đội Phổ và Sachsen giành thắng lợi chiến lược trong Trận Gravelotte, trận chiến lớn và đẫm máu nhất trong toàn cuộc chiến.
- 1877 – Tại Đài thiên văn Hải quân Hoa Kỳ, nhà thiên văn học Asaph Hall phát hiện vệ tinh Phobos của sao Hỏa.
- 1920 – Tu chính án XIX Hiến pháp Hoa Kỳ về quyền đầu phiếu của phụ nữ chính thức có hiệu lực.
- 1945 – Chủ tịch Hồ Chí Minh gửi thư kêu gọi đồng bào cả nước đứng lên Tổng khởi nghĩa[1].
- 1965 – Chiến tranh Việt Nam: Chiến dịch Starlite bắt đầu khi Thủy quân lục chiến Hoa Kỳ phá hủy một căn cứ của quân Giải phóng tại Vạn Tường, Quảng Ngãi, đây là trận chiến lớn trên bộ đầu tiên của Hoa Kỳ trong cuộc chiến.
- 2008 – Tổng thống Pakistan Pervez Musharraf tuyên bố từ chức nhằm tránh một cuộc luận tội trước Quốc hội.
- 2016 – Vụ nổ súng tại Yên Bái do nghi phạm Đỗ Cường Minh gây ra khiến 2 ông Phạm Duy Cường và Ngô Ngọc Tuấn tử vong.

## Sinh
- 1832 – Nguyễn Phúc Miên Tiệp, tước phong Duy Xuyên Quận công, hoàng tử con vua Minh Mạng (mất 1871).
- 1932 – Luc Montagnier, nhà virus học người Pháp, đoạt Giải Nobel Sinh lý học hoặc Y học năm 2008 (mất 2022).
- 1933
  - Just Fontaine, cầu thủ bóng đá Pháp.
  - Roman Polanski, đạo diễn, nhà sản xuất, biên kịch và nam diễn viên điện ảnh người Pháp gốc Ba Lan.
- 1941 – Diệp Minh Tuyền, nhà thơ, nhạc sĩ Việt Nam (mất 1997).
- 1977 – Quách Thành Danh, ca sĩ người Việt Nam.
- 1981 – Ưng Hoàng Phúc, ca sĩ người Việt Nam.
- 1983 – Mika, ca sĩ người Anh.
- 1988 – G–Dragon, ca sĩ người Hàn Quốc, thành viên nhóm nhạc Big Bang.
- 1991 – Pjnboys, ca sĩ, rapper người Việt Nam.
- 1993 – Jung Eun-ji, ca sĩ người Hàn Quốc, thành viên nhóm nhạc Apink.
- 1997 – Renato Sanches, cầu thủ bóng đá Bồ Đào Nha.
- 1999 –  JooE, ca sĩ người Hàn Quốc, thành viên nhóm nhạc Momoland.

## Mất
- 1228 – Thành Cát Tư Hãn sáng lập nên Nhà Nguyên.
- 1950 – Trần Nghi, tướng lĩnh người Trung Quốc (sinh 1883).
- 1850 – Honoré de Balzac, Đại văn hào Pháp.
- 1868 – Nguyễn Phúc Mão, tước phong Từ Sơn công, hoàng tử con vua Gia Long (sinh 1813).
- 1913 – Anton Wilhelm Karl von L’Estocq, tướng Phổ (sinh 1823).
- 1955 -  Emmett Till - Cậu bé da đen Người Mỹ làm đẩy lên phong trào chống phân biệt chủng tộc.
- 2011 – Nhạc sĩ Hoàng Trang.
- 2016 – Bí thư Tỉnh ủy Yên Bái Phạm Duy Cường.
- 2016 – Chủ tịch HĐND tỉnh Yên Bái Ngô Ngọc Tuấn.
- 2016 – Chi Cục trưởng Chi cục Kiểm lâm tỉnh Yên Bái Đỗ Cường Minh.